# Pur Down BT Tower
La Pur Down BT Tower a été construite en 1970 et est située sur la colline Purdown au nord du centre de la ville de Bristol. C'est l'une des douze tours appartenant à British Telecom au Royaume-Uni. La structure est construite à base de béton armé. La tour sert principalement à transporter des ondes d'une vitesse de plus de 100 Mbit/s en utilisant la technologie Point to Point Microwave Links mais elle également utilisée pour relayer des stations de radio. Facilement reconnaissable par sa forme et sa hauteur, La Pur Down BT Tower est surnommée « Cups and Saucers » par les habitants du quartier de Lockleaze.

## Stations desservies par la tour
- Radio analogique (VHF FM)
  - 97.2 MHz : Vibe 101
  - 101,4 MHz : Classic FM
  - 107,2 MHz : Star Radio

- Radio numérique (DAB)
  - 222,06 MHz (Block 11D) : Digital One
  - 225,65 MHz (Block 12B) : BBC

## La tour dans les médias
- La tour apparait brièvement dans le générique d'ouverture de la saison 2 de la série Skins.